# جف کرشنبام
جف کرشنبام (انگلیسی: Jeff Kirschenbaum؛ زادهٔ ۲۹ مارس ۱۹۷۰) تهیه‌کننده فیلم اهل انگلستان است. وی به سبب همکاری با جو روث شناخته می‌شود.
از فیلم‌ها یا مجموعه‌های تلویزیونی که وی در آن‌ها نقش داشته‌است، می‌توان به تریپل اکس: بازگشت زندر کیج، مالفیسنت: بانوی اهریمنی، دولیتل، ایالات متحده دربرابر بیلی هالیدی، اف۹، زرنگ‌بازی، مرد خاکستری، مدرسه‌ای برای خوب‌ها و بدها، فست اکس و دوشیزه اشاره نمود.